# Takashi Rakuyama
Takashi Rakuyama (楽山 孝志?, Rakuyama Takashi; Prefettura di Toyama, 11 agosto 1980) è un ex calciatore giapponese, di ruolo centrocampista.